# Manoonkrit Roopkachorn
Major General Manoonkrit Roopkachorn (em tailandês:  มนูญกฤต รูปขจร, Manunkrit Rupkhachon; nascido Manoon Roopkachorn, 15 de dezembro de 1935 na província de Ayutthaya) é um ex-oficial militar tailandês, senador e presidente do Senado da Tailândia. Líder da camarilha de oficiais militares dos "Jovens Turcos", participou nos golpes de Estado de 1976 e 1977, nos golpes de Estado malsucedidos de 1981 e 1985.

## Tentativa de golpe de 1981
Facções militares importantes no início da década de 1980 incluíam os "Jovens Turcos"; a quinta turma da Real Academia Militar de Chulachomklao liderada por Suchinda Kraprayoon; os “Soldados Democratas”, em sua maioria oficiais de Estado-Maior no planejamento de contra-insurgência; e a liderança militar, como os generais Arthit Kamlang-ek e Phichit Kullavanich, ambos com laços estreitos com o palácio, e Chavalit Yongchaiyudh, um leal ao primeiro-ministro, general Prem Tinsulanonda. Os "Jovens Turcos" estavam cada vez mais frustrados com a liderança militar, que, segundo eles, "se permitiu ser subserviente ao sistema político podre apenas para viver contentemente com os benefícios que lhes foram entregues por políticos (corruptos)".
Em 1 de Abril de 1981, os "Jovens Turcos" tomaram Banguecoque num golpe de Estado sem derramamento de sangue, sem informar antecipadamente o Rei Bhumibol Adulyadej, como tinha acontecido por vezes. A família real tailandesa fugiu imediatamente para a província de Nakhon Ratchasima, juntamente com o primeiro-ministro Prem Tinsulanonda. Com o apoio da realeza ao governo assim evidenciado, Arthit Kamlang-ek liderou tropas leais a Classe 5 da Academia Militar Real de Chulachomklao em um contra-golpe sem derramamento de sangue que recapturou a capital.

## Tentativa de golpe de 1985
Em 9 de setembro de 1985, os "Jovens Turcos" tentaram novamente, sem sucesso, derrubar o governo do General Prem, embora Prem estivesse no exterior na época. Liderado por Manoon e seu irmão Manas Roopkachorn, foi apoiado pelo ex-primeiro-ministro Kriangsak Chomanan, pelo ex-comandante supremo, general Serm Na Nakhon, o ex-chefe do Exército, general Yos Thephasdin, o ex-marechal-chefe da Força Aérea Krasae Intharat e o ex-marechal-chefe da Força Aérea Arun Promthep. O golpe ocorrido antes do amanhecer consistia em várias centenas de homens e vinte e dois tanques. Em dez horas, as tropas governamentais lideradas pelo General Chavalit Yongchaiyudh reprimiram a sangrenta rebelião. Houve 59 feridos, cinco mortes, duas das quais jornalistas estrangeiros. Mais de quarenta militares da ativa e ex-militares foram presos. O operador exilado de esquema de pirâmide, Ekkayuth Anchanbutr, foi amplamente citado como um financiador do golpe. Manoon deixou a Tailândia e foi dispensado do serviço militar.

## Retorno à Tailândia
Manoonkrit retornou à política tailandesa em meados da década de 1990 como conselheiro do  major-general Sanan Kachornprasart, do Partido Democrata.

## Senador e Presidente do Senado
Manoonkrit concorreu ao cargo de senador da província de Saraburi em 4 de março de 2001. Ele obteve 140.000 votos, mas foi desqualificado após ser acusado de comprar votos. Manoonkrit venceu novamente no segundo turno de votação em 29 de abril.   Sua vitória foi posteriormente endossada devido à falta de evidências de fraude.
Manoonkrit obteve uma maioria de 114 votos em uma votação secreta sobre três outros candidatos a presidente do Senado de 200 membros.

## Renúncia
Em 20 de maio de 2003, Manoonkrit anunciou sua renúncia aos cargos de senador e presidente do Senado, com efeito a partir de 4 de janeiro de 2004, depois que alguns membros da câmara alta tentaram forçá-lo a renunciar após um debate que exigia uma avaliação de seu desempenho. Os seus oponentes disseram que ele prometeu, durante a sua campanha, permanecer no cargo durante dois anos, pelo que decidiu renunciar dois anos antes do seu mandato expirar em 2006.